# Máquina Z

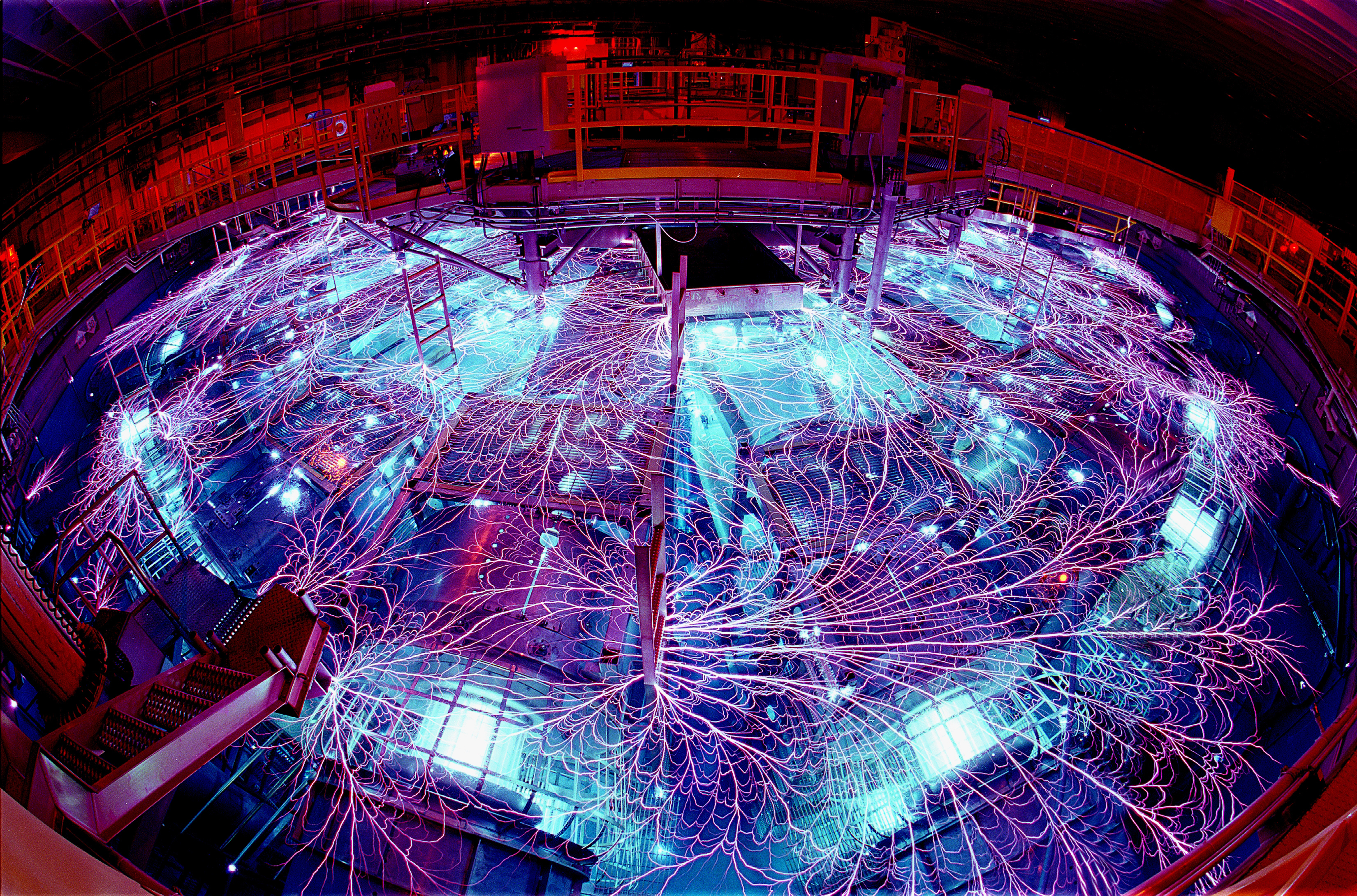
La máquina Z en el Laboratorio Nacional Sandia. Debido al extremadamente alto voltaje, el equipo de alimentación está sumergido en cámaras concéntricas de 2 megalitros (2.000 m³) de aceite para transformador y 2.3 megalitros (2.300 m³) de agua desionizada, que actúan como aislantes. A pesar de ello, el pulso electromagnético cuando se descarga la máquina provoca un impresionante relámpago, denominado "flashover", que se puede ver alrededor de muchos de los objetos metálicos en la sala.

La Instalación de Potencia Pulsada Z (en inglés: Z Pulsed Power Facility), informalmente conocida como la máquina Z, es el generador de ondas electromagnéticas de alta frecuencia más grande del mundo y está diseñada para probar materiales en condiciones de temperatura y presión extremas. Desde su reacondicionamiento en octubre de 1996, se ha utilizado principalmente como una instalación de investigación de fusión por confinamiento inercial (ICF, inertial confinement fusion). Operada por el Laboratorio Nacional Sandia, reúne datos para ayudar en el modelado informático de armas nucleares y eventuales centrales de fusión nuclear . La máquina Z está situada en la sede principal del Laboratorio Sandia en Albuquerque, Nuevo México.

## Funcionamiento
La máquina Z utiliza numerosos capacitores dispuestos en paralelo para
dar una capacitancia equivalente C enorme. Siendo posible almacenar una gran cantidad de
energía incluso con una diferencia de potencial modesta. Los capacitores descargan su energía en un blanco no mayor que un carrete de hilo provocando que este alcance temperaturas superiores a los dos mil millones de kelvin (2×109 K). Libera una poderosa descarga eléctrica de 10 millones de amperios durante menos de 100 nanosegundos en una matriz de cables de tungsteno muy finos, colocados de forma paralela, que reciben el nombre de liner. La corriente de alto voltaje vaporiza los cables, que se transforman en una cortina de plasma cilíndrica. Simultáneamente, la densidad de corriente induce un fuerte campo magnético y la combinación de ambos da lugar a una Fuerza de Lorentz que comprime el plasma en un proceso denominado z-pinch. El plasma en implosión produce altas temperaturas y rayos X.

## Dos mil millones de kelvins
A principios de 2006, la máquina Z produjo plasmas con temperaturas anunciadas de más de 2000 millones de kelvins (2 GK, 2×109 K), alcanzando incluso un máximo de 3,7 GK. Se logró en parte reemplazando los alambres de tungsteno con alambres de acero más gruesos. Esta temperatura, que permite una eficiencia del 10% al 15% en la conversión de energía eléctrica en rayos X blandos, fue mucho mayor de lo prevista (3 a 4 veces la energía cinética de los cables entrantes en el eje). El libro Guinness de los récords anteriormente la catalogaba como la temperatura más alta alcanzada por el hombre (desde entonces, el Acelerador relativista de iones pesados en el Laboratorio Nacional de Brookhaven y el Gran Colisionador de Hadrones han producido temperaturas más altas). El origen de esta energía adicional sigue siendo inexplicable, pero se ha teorizado que la turbulencia MHD a pequeña escala y el amortiguamiento viscoso podrían convertir energía magnética en energía térmica de los iones, que entonces transferirían su energía a los electrones a través de colisiones.